# 刺客 (ティツィアーノ)
『刺客』（しきゃく、伊: Il Bravo, 独: Der Bravo, 英: The Bravo）は、イタリアのルネサンス期のヴェネツィア派の巨匠ティツィアーノ・ヴェチェッリオが1515年から1520年ごろに制作した絵画である。油彩。たがいの頭部を接近させ、しばしば表情やそのやり取りが謎めいている2人または3人の半身像を描いた、1510年代の数多くのヴェネツィア絵画の1つで、それらのほとんどは、主題のよく分からないであるジョルジョネスク様式あるいはトローニーの作品であるが、この作品群には、様式の点で本作品とよく似ており、イエス・キリストを主要人物として描いた『貢の銭』（La moneta del tributo）や、男性の正体はともかく女性の正体は明らかな『ルクレティアと夫』（Lucrezia e suo marito）も含まれている。過去にはジョルジョーネやパルマ・イル・ヴェッキオに帰属されていた。初代ハミルトン公爵ジェイムズ・ハミルトン、バイエルン大公レオポルト・ヴィルヘルム・フォン・エスターライヒのコレクションを経て、現在はウィーンの美術史美術館に所蔵されている。

## 作品

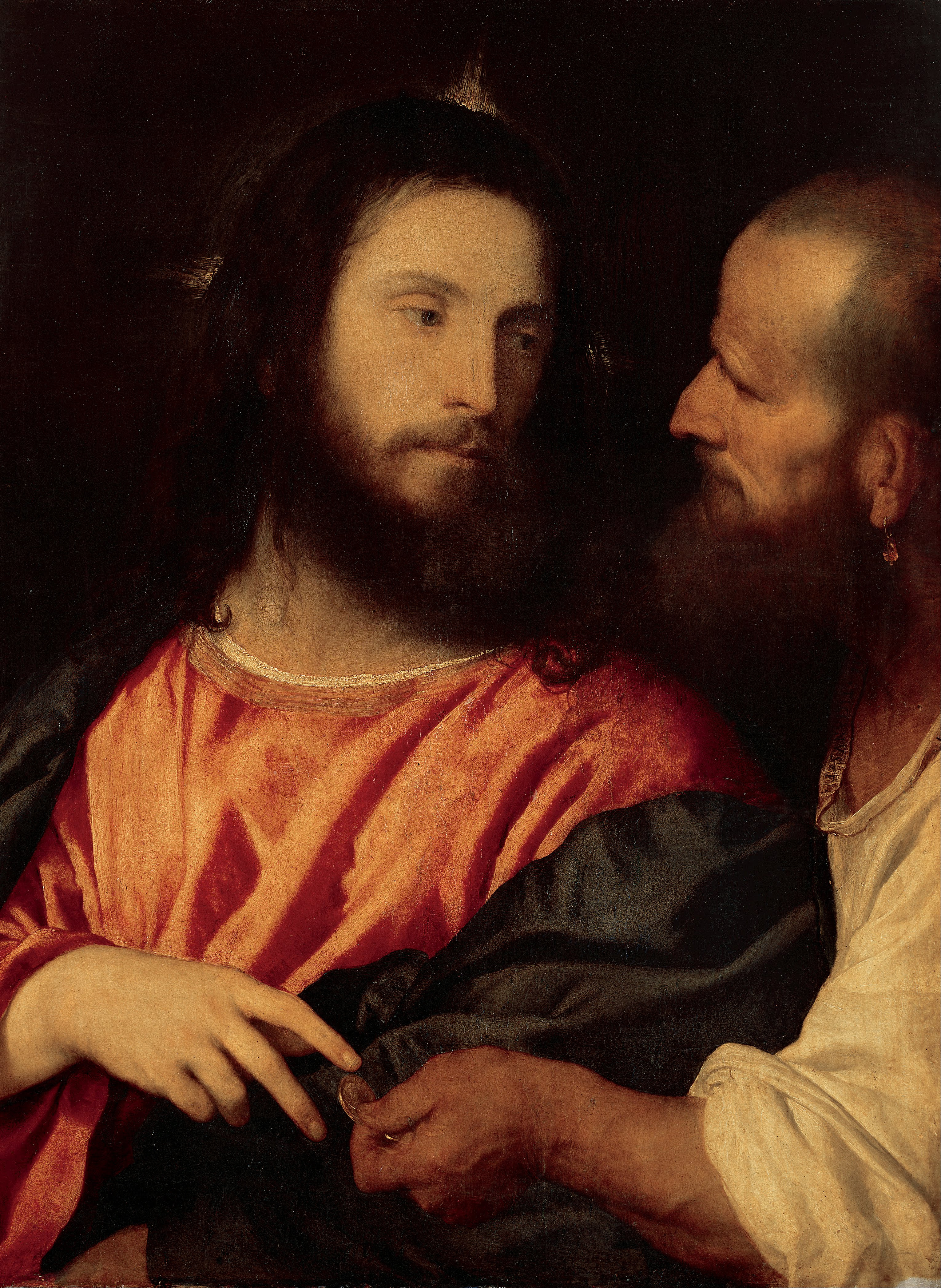
ティツィアーノの『貢の銭』。1516年。アルテ・マイスター絵画館所蔵。

暗い背景の前に2人の男性が鑑賞者に対して背中を向けながら前後に並んでいる。画面奥の人物は、右手で肩をたたいて彼を急に振り向かせる手前の人物を、怪訝な表情で振り向きながら肩越しに見ている。手前の人物は鎧を着込んでおり、背中に回した彼の左手は柄だけが見える短剣か剣を隠していることが鑑賞者には明らかであり、攻撃が差し迫っていることを示唆している。画面奥の人物は蔓の葉で作った花輪を頭に被り、金髪をなびかせた青年であるが、彼もまた武器に右手を伸ばし、中央下にかすかに見える柄を握りしめていることから分かる。手前の人物は画面奥の人物を見つめているため、鑑賞者はその表情をうかがうことは困難である。
17世紀以降、本作品は一般的に単に「刺客」を意味する作品として知られるようになったが、描かれたシーンを神話や歴史のエピソードから特定することも試みられてきた。そのうちの有力な説の1つは、バロック期の伝記作家カルロ・リドルフィによるもので、それによるとプルタルコスが「マリウス伝」で言及しているカイウス・ルシウスがトレボニウスを攻撃する場面であるという。もう1つはエウリピデスの『バッコスの信女』で言及されている、ギリシア神話のテーバイ王ペンテウスによるディオニュソス、あるいはディオニュソスの信者アコイテスを逮捕した場面とするものである。この説は画面奥の男性がブドウの葉の花輪を被っている理由を説明することができる。X線撮影を用いた科学的調査から、画面右の手前の人物がかつて頭部に王冠を被っていたことが判明した。
帰属については、ダフィット・テニールスの縮小複製をもとにした『テアトルム・ピクトリウム』（Theatrum Pictorium）のエッチングではジョルジョーネの作品と見なされている。絵画はイタリアの美術史家ロベルト・ロンギによってティツィアーノに帰属されたが、ジョン・スティアはパルマ・イル・ヴェッキオに帰属した。

## 来歴
絵画はおそらく1526年に、ヴェネツィアの貴族ズアナントニオ・ヴェニエール（Zuanantonio Venier）のコレクションに収蔵されていた。当時、ズアナントニオ・ヴェニエールが所有する絵画の1つは「ティツィアーノによる、たがいに攻撃している2人の半身像」と表現されていた。1636年に初代ハミルトン公爵ジェイムズ・ハミルトンに売却され、ロンドンに持ち込まれた。ハミルトン公爵の購入品のほとんどはバルトロメオ・デッラ・ナーヴェのコレクションに由来するのものであった。そのため、デッラ・ナーヴェはこのときまでに本作品を入手し、その膨大なコレクションの中に加えていたと考えられる。清教徒革命でハミルトン公爵が処刑されたのち、絵画は1659年までにオーストリアのバイエルン大公レオポルト・ヴィルヘルムによって購入された。コレクションは後にハプスブルク帝国のコレクションの一部となり、その後、美術史美術館に収蔵された。

## 複製
『刺客』は、ダフィット・テニールスによって、大公レオポルト・ヴィルヘルムのコレクションの展示風景を描いた何点かの絵画作品に描かれた。また大公のコレクションをカタログ化した『テアトルム・ピクトリウム』の表紙に『ヴィオランテ』（Violante）とともに描かれ、カタログにもエッチングによる複製画が掲載された。これらのことから、絵画がバイエルン大公レオポルト・ヴィルヘルムのキャビネットにあった当時、非常に人気がある作品であったことはまちがいない。油彩による複製も何点か知られており、そのうちの1つはロンドンのヴィクトリア&アルバート博物館に所蔵されている。

## ギャラリー
関連作品

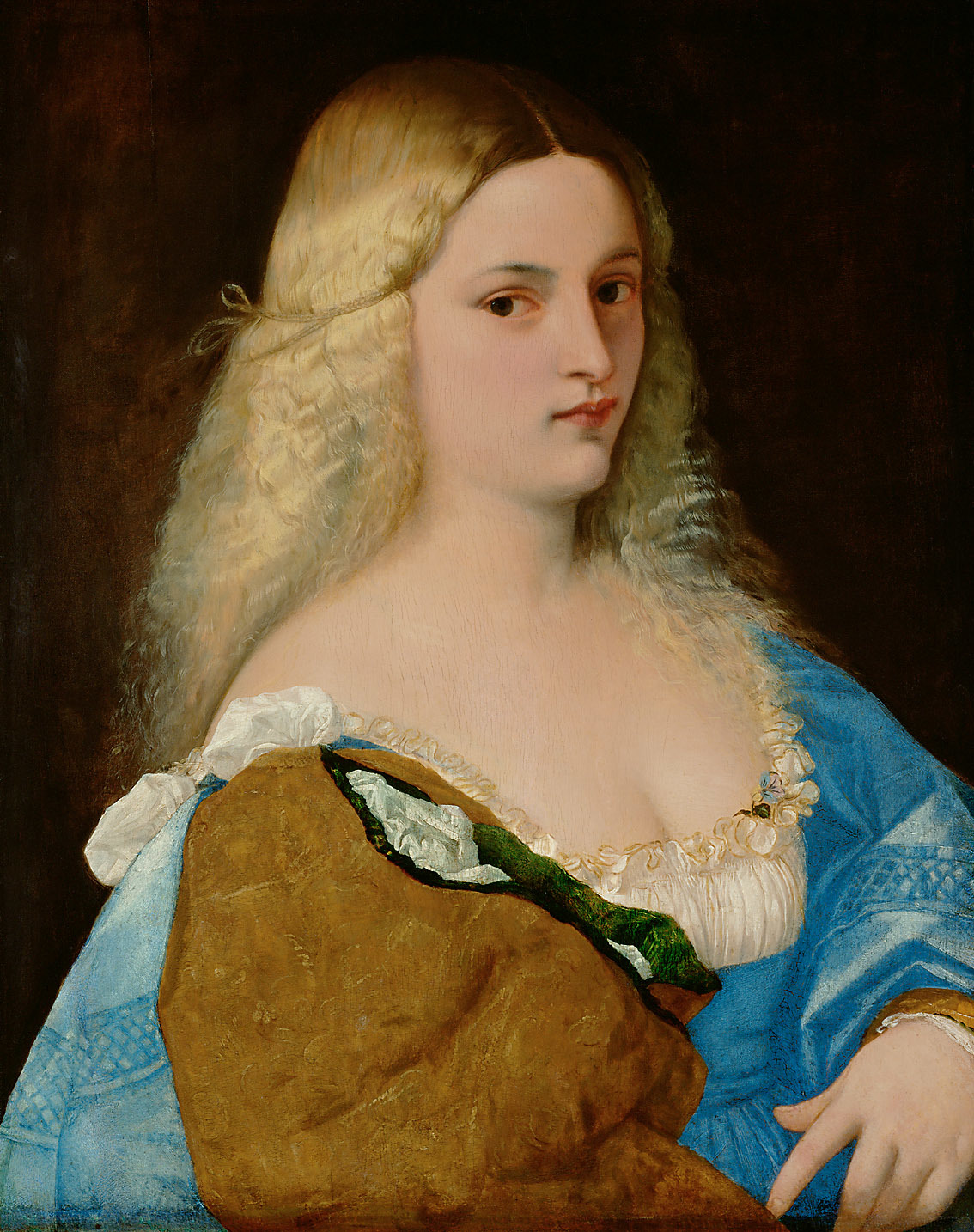
『ヴィオランテ』1510年から1515年ごろ 美術史美術館所蔵
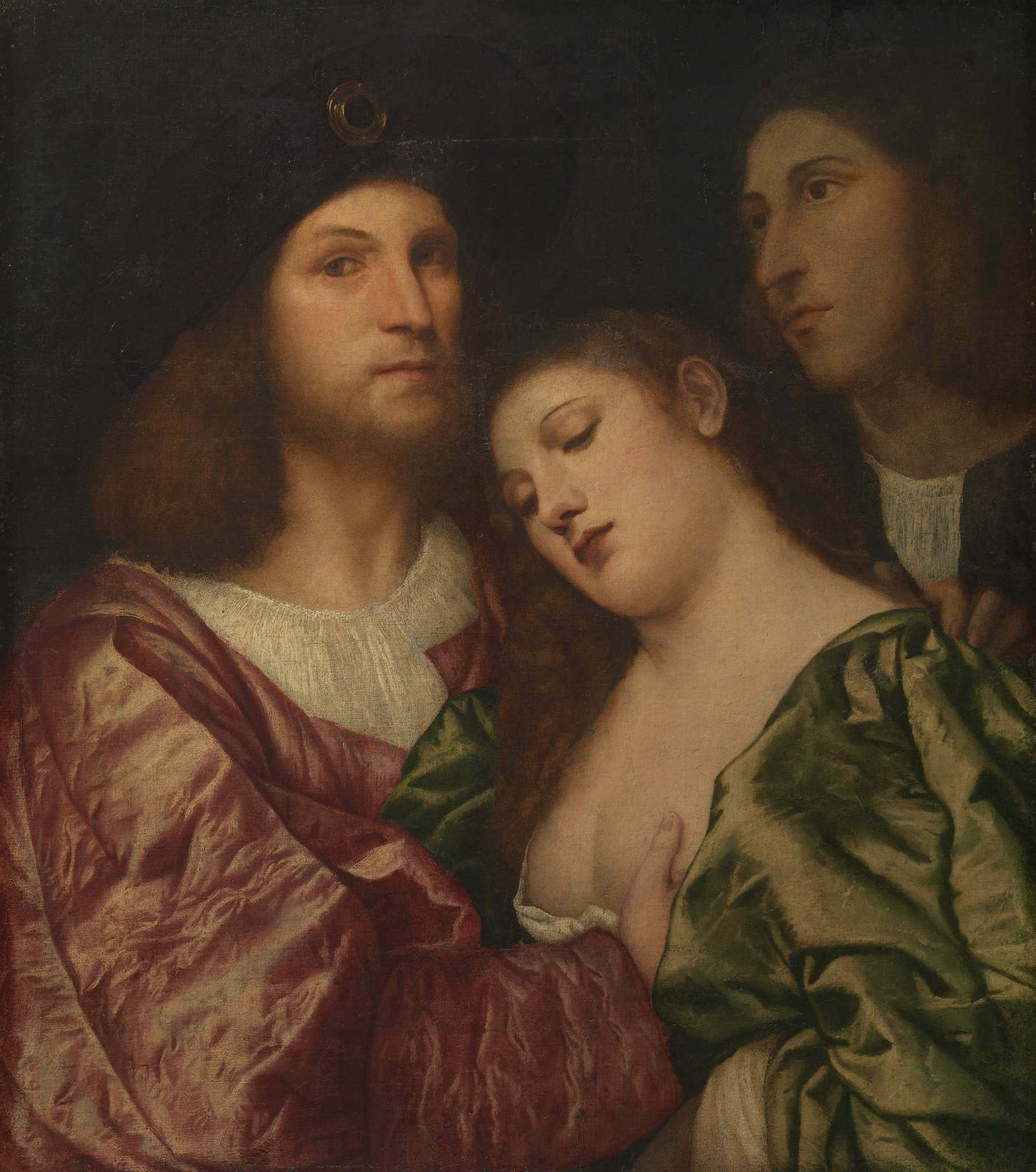
『恋人たち』1510年ごろ ロイヤル・コレクション所蔵
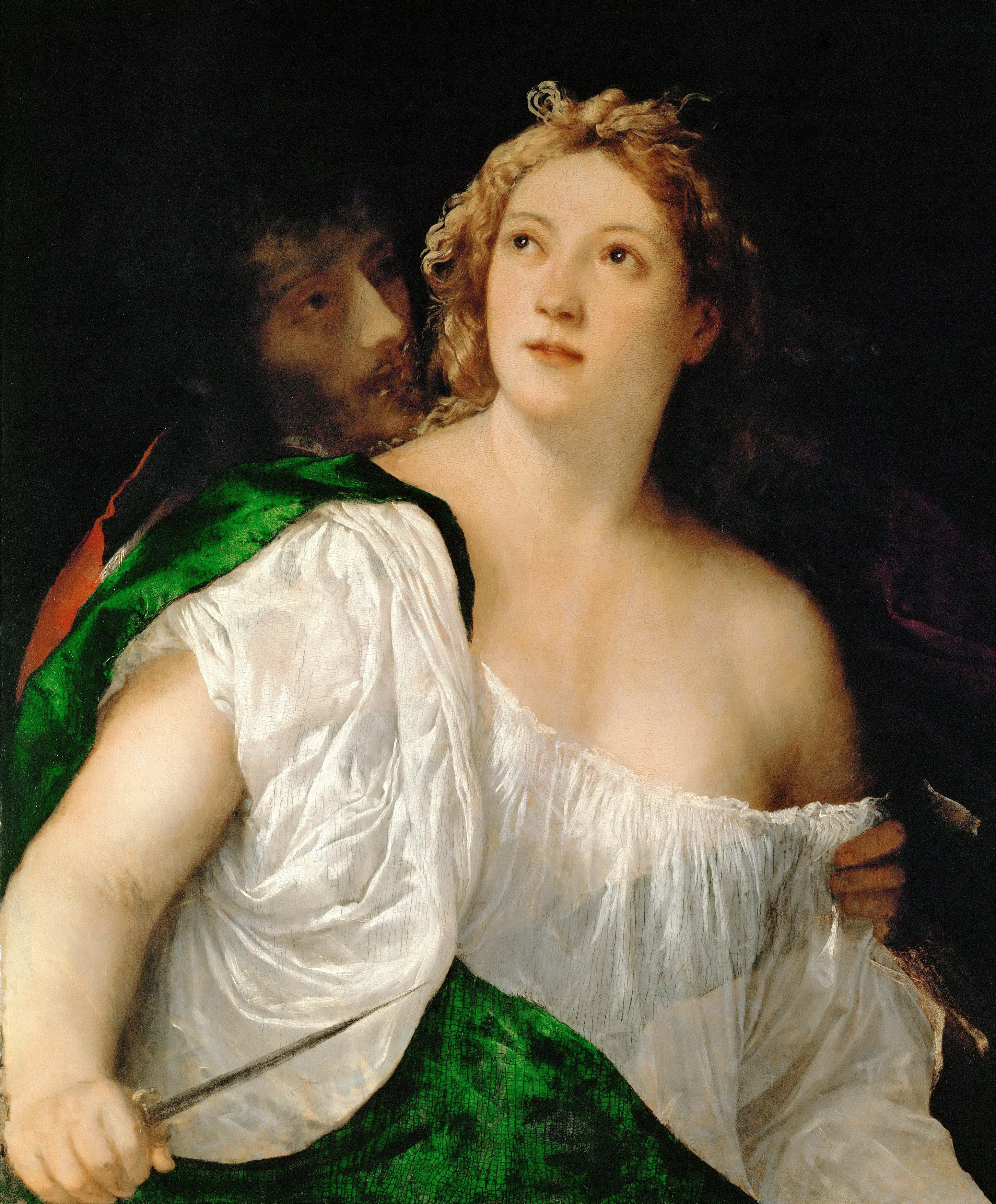
『ルクレティアと夫』1515年ごろ 美術史美術館所蔵

大公レオポルト・ヴィルヘルム時代に制作された複製

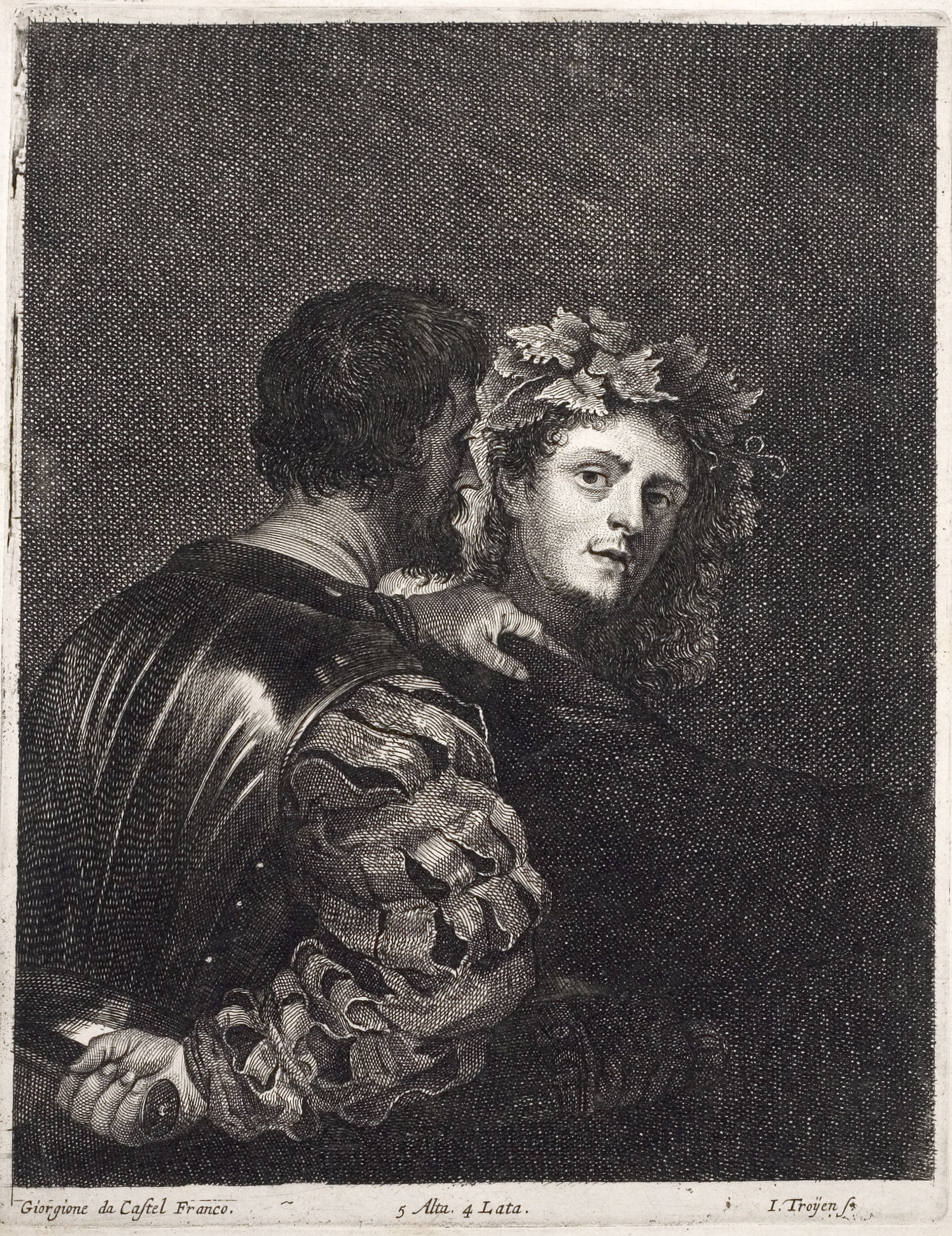
『テアトルム・ピクトリウム』のためのエッチング。ここではジョルジョーネに帰属されている[7]。
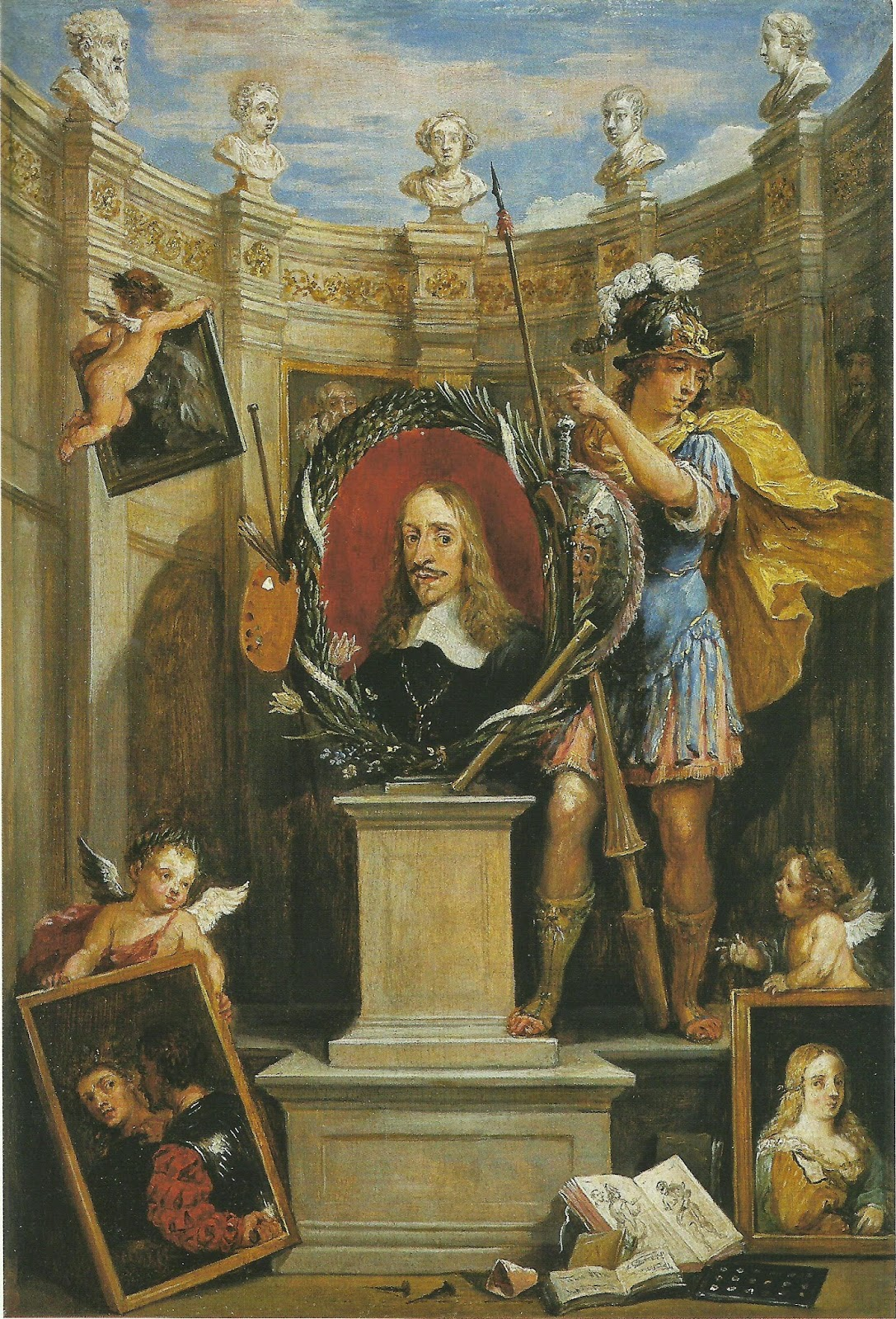
ダフィット・テニールス『テアトルム・ピクトリウムのための扉絵』個人蔵
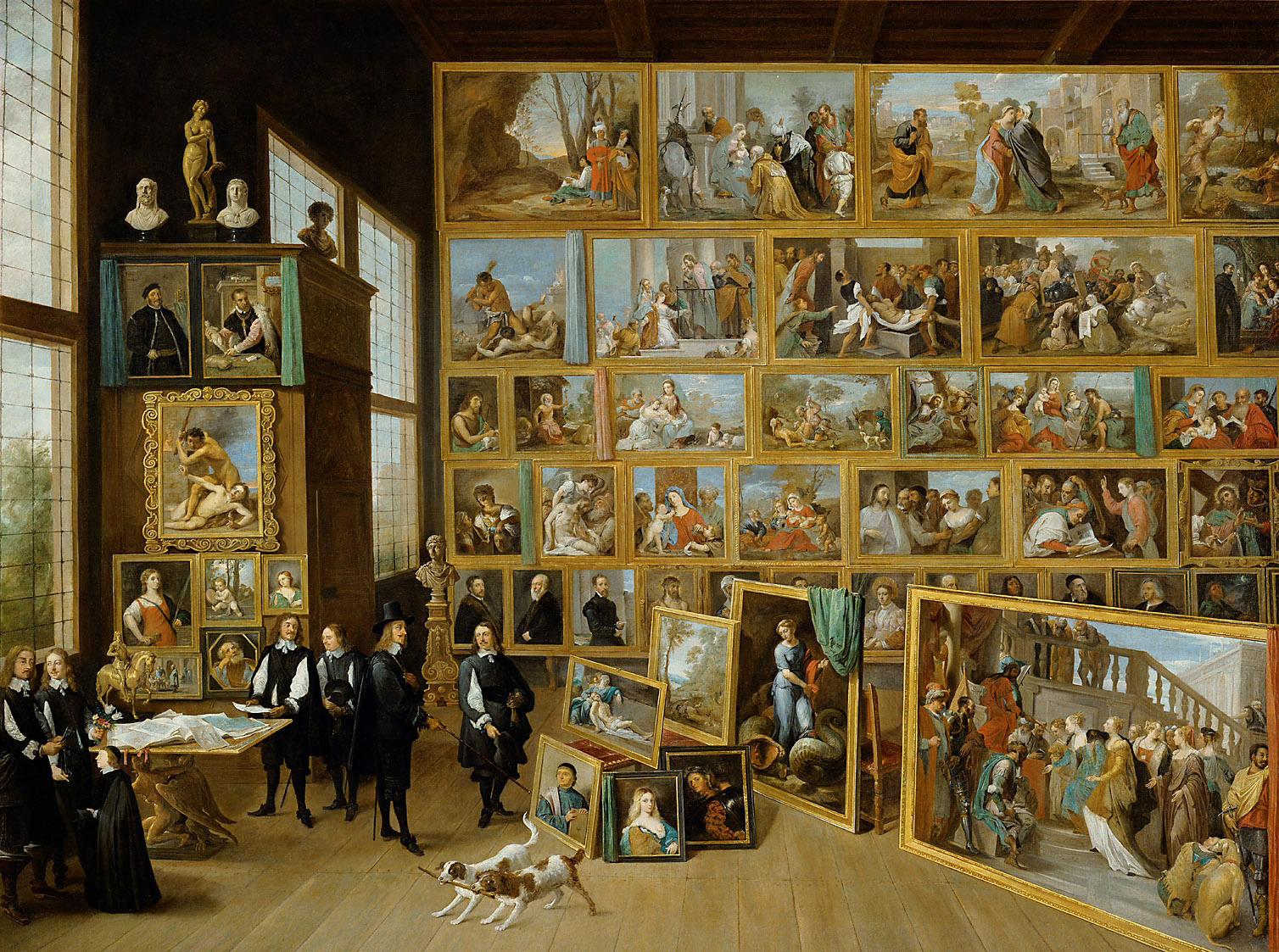
ダフィット・テニールス『ブリュッセルの画廊における大公レオポルト・ヴィルヘルム』美術史美術館所蔵
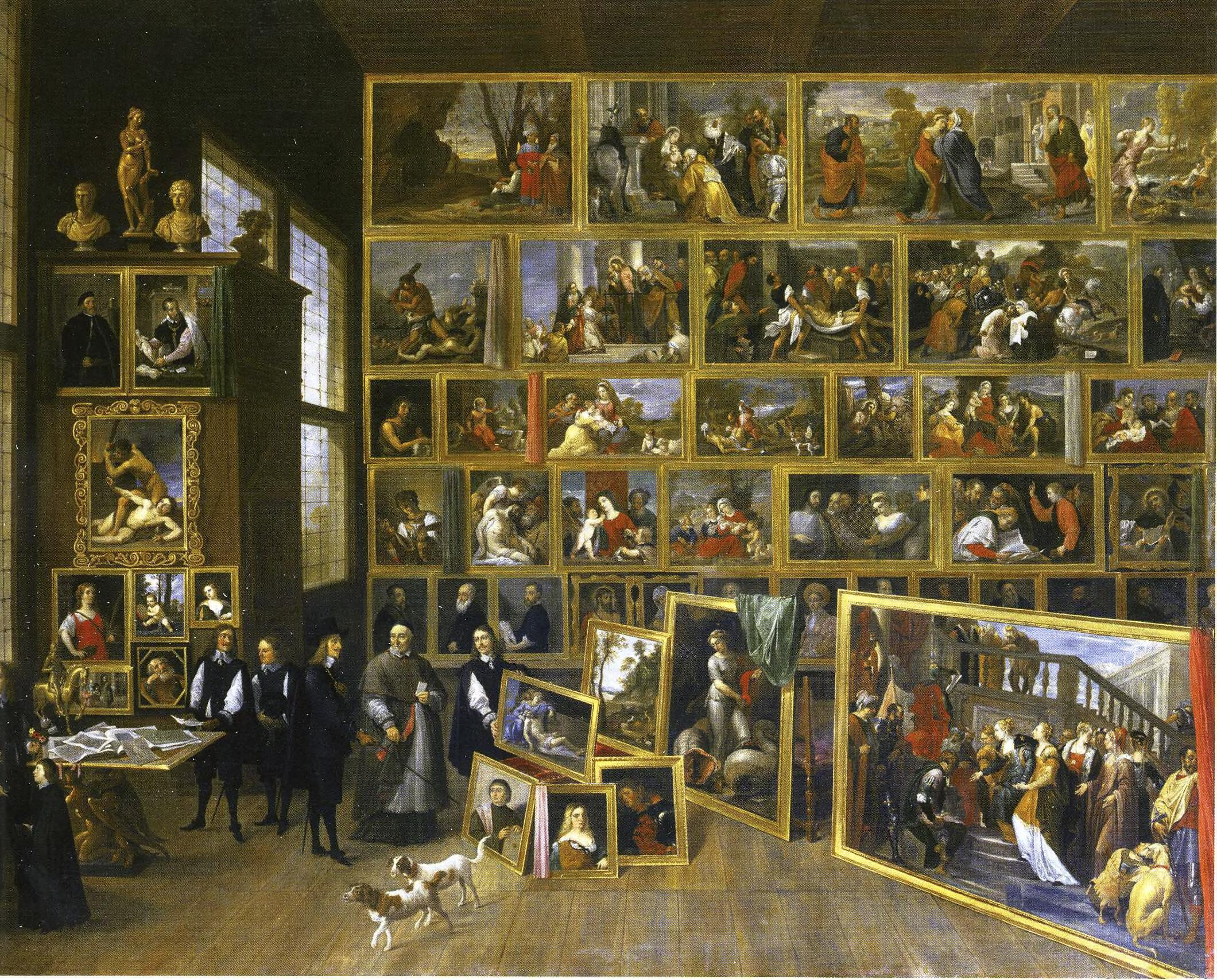
ダフィット・テニールス『ブリュッセルの画廊における大公レオポルト・ヴィルヘルム』ペトワース・ハウス（英語版）所蔵